# Lepidium pinnatifidum
Lepidium pinnatifidum är en korsblommig växtart som beskrevs av Carl Friedrich von Ledebour. Lepidium pinnatifidum ingår i släktet krassingar, och familjen korsblommiga växter. Inga underarter finns listade i Catalogue of Life.